# Стацевич, Георгий Михайлович
Гео́ргий Миха́йлович Стаце́вич (1898, Картуз-Берёза, Гродненская губерния — 9 августа 1942, Усть-Вымский исправительно-трудовой лагерь, Коми АССР) — советский партийный деятель. Член Коммунистической партии с 1917 года, Первый секретарь Дальневосточного краевого комитета ВКП(б) (1937—1938). Входил в состав особой тройки НКВД СССР.

## Биография
Георгий Михайлович Стацевич родился в 1898 году в волостном центре Картуз-Берёза Пружанского уезда Гродненской губернии в семье из семи человек. Его отец Михаил Стацевич работал машинистом на станции Бирзула, мать была домохозяйкой. Окончил двухклассное железнодорожное училище, в 1914 году — четырёхклассное вышеначальное училище. В мае 1914 года пошёл работать учеником слесаря на средний ремонт участка тяги, а в 1915 году был переведён в паровозную бригаду и около двух лет работал помощником машиниста 4-го участка тяги в локомотивном депо станции Бирзула Юго-Западной железной дороги (Херсонская губерния). В феврале 1917 года в ходе последнего перед Февральской революцией призыва призван в армию рядовым 228-го запасного пехотного полка.

### Революция и Гражданская война
В июле-августе 1917 года в 228-й полк, дислоцированный в Киеве, все чаще стали приходить рабочие Киевского арсенала, которые проводили агитацию и просили создать отряды для охраны арсенала. Рядовой Георгий Стацевич покинул полк и вступил в отряд Красной гвардии. После Октябрьской революции Стацевич принял сторону советской власти, в октябре 1917 года вступил в Российскую социал-демократическую рабочую партию (большевиков), участвовал в боях с Центральной Радой, стал командиром красногвардейского отряда. Участвовал в обороне Киева от германской армии. В апреле в Батайске 2-я Революционная армия, в которой служил Стацевич, была расформирована, а её части переданы в распоряжение Кубанско-Черноморского командования. Стацевич и ещё 12 человек во главе с начальником штаба армии были направлены в распоряжение ЦК Коммунистической партии (большевиков) Украины в Москву. До мая 1918 года Стацевич числился работником фронтового бюро Центрального комитета партии.
В мае 1918 года, после Брестского мира и оккупации Украины германскими и австро-венгерскими войсками, Стацевич по решению ЦК КП(б)У был направлен на подпольную работу. По заданию ЦК Стацевич занимался созданием тайных складов оружия в нейтральной зоне для переправки партизанам на Украину. Руководил организацией партизанских отрядов в Борзненском и Нежинском уездах Черниговский губернии. Был арестован немецкими оккупационными властями, бежал.
В ноябре 1918 года Брестский мир был расторгнут, и с января 1919 года Стацевич служил сотрудником штаба вновь сформированного Украинского фронта, а затем, до апреля 1919 года — особоуполномоченным Народного комиссариата по военным делам Украинской Социалистической Советской Республики по заготовке хлеба в Херсонской губернии. В апреле 1919 года вернулся на фронт и стал секретарём Реввоенсовета Украинского фронта, а в июне 1919 года — секретарём Киевского комитета обороны. После падения Киева в августе 1919 года Стацевич был мобилизован в Красную Армию и назначен военкомом штаба Левобережной группой войск и 60-й стрелковой дивизии. В сентябре 1919 года он был вновь отозван в распоряжение ЦК КП(б)У в Серпухов, где располагался и штаб Южного фронта.
С октября 1919 года он перешёл на партийную работу и работал сотрудником фронтового бюро ЦК Коммунистической партии (большевиков) Украины, а в феврале — июле 1920 года был управляющим делами ЦК Коммунистической партии (большевиков) Украины.

### Хозяйственная работа на Украине
В июле 1920 года последовало резкое понижение по службе — Г. М. Стацевич был отозван с высокой должности в КП(б)У, мобилизован на хозяйственную работу на освобождённом от польской армии Правобережье и перемещён на губернскую должность члена коллегии Киевского губернского продовольственного комитета. Однако и здесь Стацевич повёл себя очень активно и в 1921 году за быстрое выполнение задания по продовольствию был занесён Киевским губкомом на Красную доску почёта. В августе того же года в должности комиссара продовольствия он был направлен в Переяслав для усиления сбора продналога и организовал сбор в Липовецком, Сквирском и Бердичевском уездах Киевской губернии и в Переяславском уезде Полтавский губернии. В 1922 году за быстрое выполнение сбора Киевский губисполком наградил Стацевича золотыми часами. После ликвидации продорганов с июня 1924 года Стацевич два года работал в скромной должности заведующего Бердичевским окружным финансовым отделом.

### Партийная карьера в Архангельске
В августе 1926 года заведующего Бердичевским окрФО Стацевича направили из Бердичева в Москву слушателем Курсов уездных партийных работников при ЦК ВКП(б) и он, как оказалось — навсегда, покинул Украину.
В июле 1927 года, после окончания курсов в Москве, Стацевич был направлен в Архангельскую губернию, где месяц работал секретарём партийной коллегии Архангельского губернского комитета ВКП(б), а в августе 1927 — январе 1929 года — председателем Архангельской губернской Контрольной комиссии — Рабоче-крестьянской инспекции. В декабре 1927 года Г. М. Стацевич был делегатом XV съезда ВКП(б).

### В Вологде
19 апреля 1929 года Г. М. Стацевич был назначен председателем Вологодского губернского исполкома Совета рабочих и крестьянских депутатов, а когда 15 июля того же года Архангельская и Вологодская губернии были объединены в Северный край, стал ответственным секретарем Вологодского окружного комитета ВКП(б). В этой должности он пробыл только год — 30 июля 1930 года большинство округов СССР, в том числе и Вологодский, были упразднены. В официальной биографии отмечалось: «Работая в Вологде, тов. Стацевич вёл решительную борьбу с правооппортунистской практикой губкома, в результате чего был снят секретарь губкома Фичеров, работа которого была признана на окружной конференции неудовлетворительной». В ноябре 1930 года, после нескольких месяцев неопределённости, Стацевич был направлен на учёбу в Историко-партийный Институт красной профессуры.

### В Москве

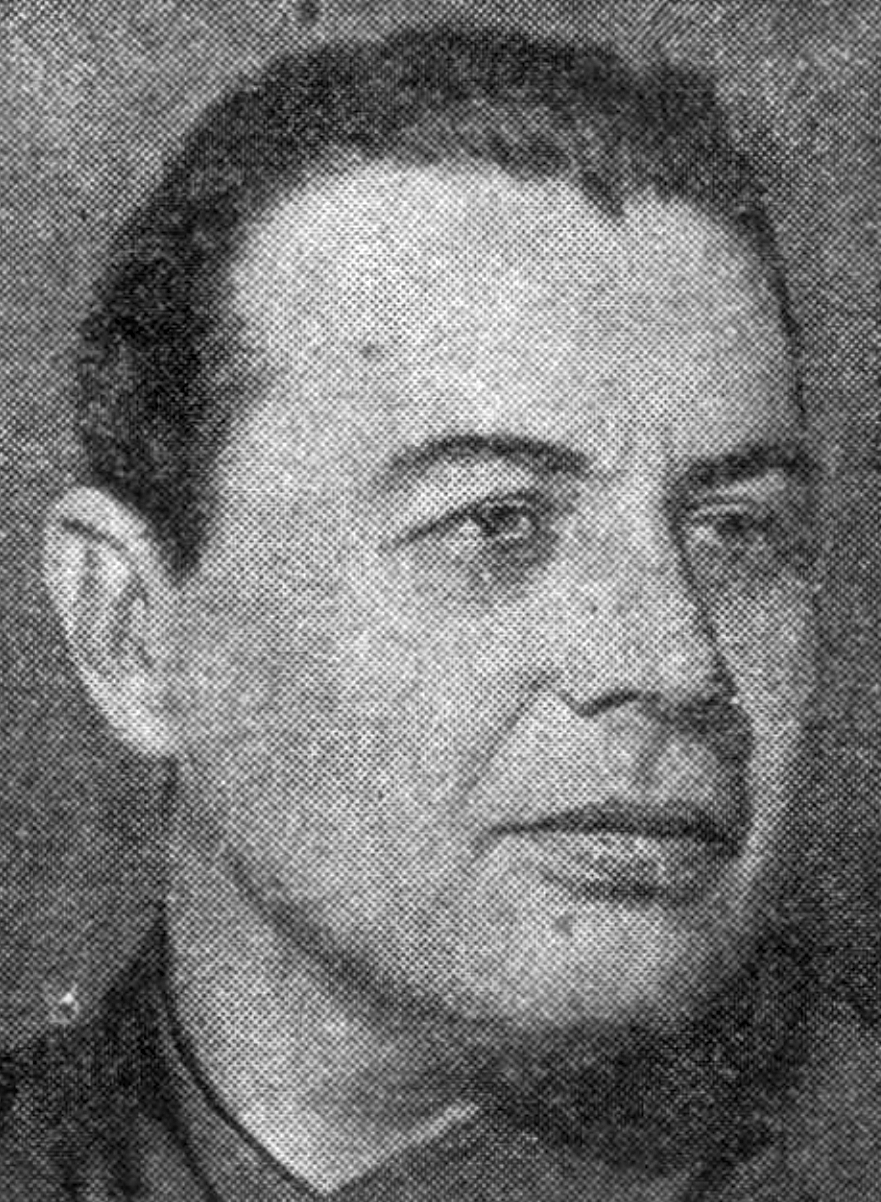
Георгий Стацевич, 1938 год

В марте 1931 года Стацевич был делегатом VI Всесоюзного съезда Советов. После шести месяцев учёбы в институте, в апреле 1931 года Г. М. Стацевич был отозван для работы в Московский комитет ВКП(б), оставлен в столице СССР и назначен заместителем заведующего организационного отдела Московского комитета ВКП(б), а в мае 1932 года — заведующим отделом кадров Московского комитета ВКП(б). В январе-феврале 1934 года Стацевич был делегатом XVII съезда ВКП(б). Затем его карьера сделала очередной поворот — в феврале 1934 года Стацевич был назначен заведующим сельскохозяйственным отделом Московского комитета ВКП(б), а через год отправлен на партийную работу в районы Москвы. После VII Всесоюзного съезда Советов, делегатом которого был Стацевич, 13 марта 1935 года его избрали 1-м секретарём Сокольнического райкома МГК ВКП(б), а через год, 21 апреля 1936 года — 1-м секретарём Железнодорожного райкома МГК ВКП(б). Но уже через год, в мае 1937 года Г. М. Стацевич вновь был отозван в МК ВКП(б) и занял ответственный пост заведующего отделом руководящих партийных органов (ОРПО) Московского комитета ВКП(б).

### Начальник отдела кадров НКВД СССР
С началом чисток в партии и в государственных органах карьера Г. М. Стацевича резко пошла вверх. 14 августа 1937 года он был назначен начальником отдела кадров НКВД СССР при наркоме Н. И. Ежове, однако проработал на этой должности меньше месяца.

### Партийный лидер Дальневосточного края
Уже в сентябре 1937 года Г. М. Стацевича вернули на партийную работу и отправили в Дальневосточный край на должность второго секретаря Дальневосточного краевого комитета ВКП(б), которую он занял 13 сентября того же года. После того, как первый секретарь Далькрайкома Юзас Варейкис был смещён со своего поста, отозван в Москву и объявлен врагом народа, Стацевич временно возглавил дальневосточную парторганизацию.

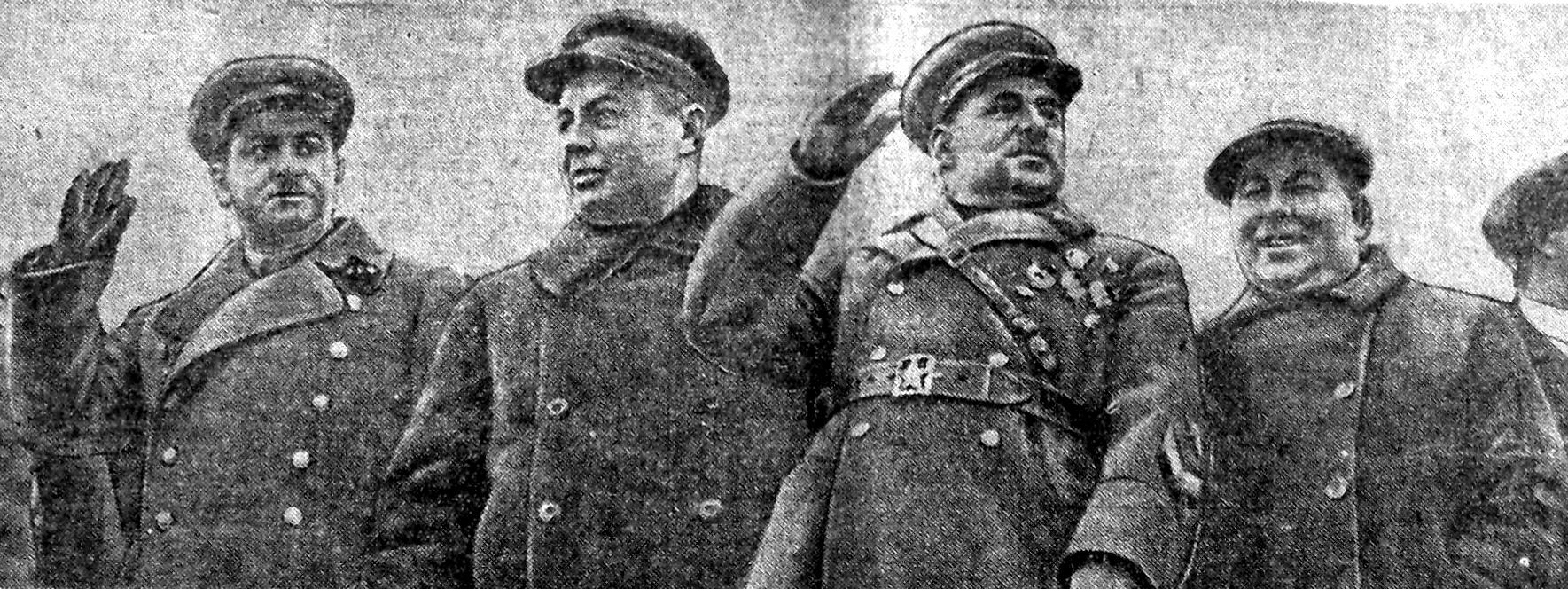
Начальник УНКВД по ДВК Г. С. Люшков, Г. М. Стацевич, маршал В. К. Блюхер и председатель Дальневосточного крайисполкома П. К. Легконравов на параде 7 ноября 1937 года в Хабаровске.

10 октября Стацевич принял участие в работе XII краевой конференции ВЛКСМ, а уже 13 и 14 октября 1937 года в Хабаровске в зале кинотеатра «Гигант» прошло собрание городского партактива, на котором он обрушился на И. М. Варейкиса с резкой критикой, обвиняя его в том, что тот «не возглавил борьбу за выкорчёвывание врагов», что «под нажимом Варейкиса в руководящие парторганы протаскивались работники, не заслуживавшие политического доверия».
21 октября 1937 года на пленуме Далькрайкома ВКП(б) Г. М. Стацевич был единогласно избран 1-м секретарём Дальневосточного крайкома ВКП(б) и по должности стал членом Военного совета Отдельной Краснознамённой Дальневосточной армии (ОКДВА), которой командовал маршал Советского Союза В. К. Блюхер. В опубликованной вскоре официальной биографии Стацевича говорилось: «За время пребывания в партии никаких колебаний и уклонений от генеральной линии партии и тов. Сталина т. Стацевич не имел».
Этот период отмечен вхождением в состав особой тройки, созданной по приказу НКВД СССР от 30.07.1937 № 00447 и активным участием в сталинских репрессиях.

#### Избрание в Верховный Совет СССР

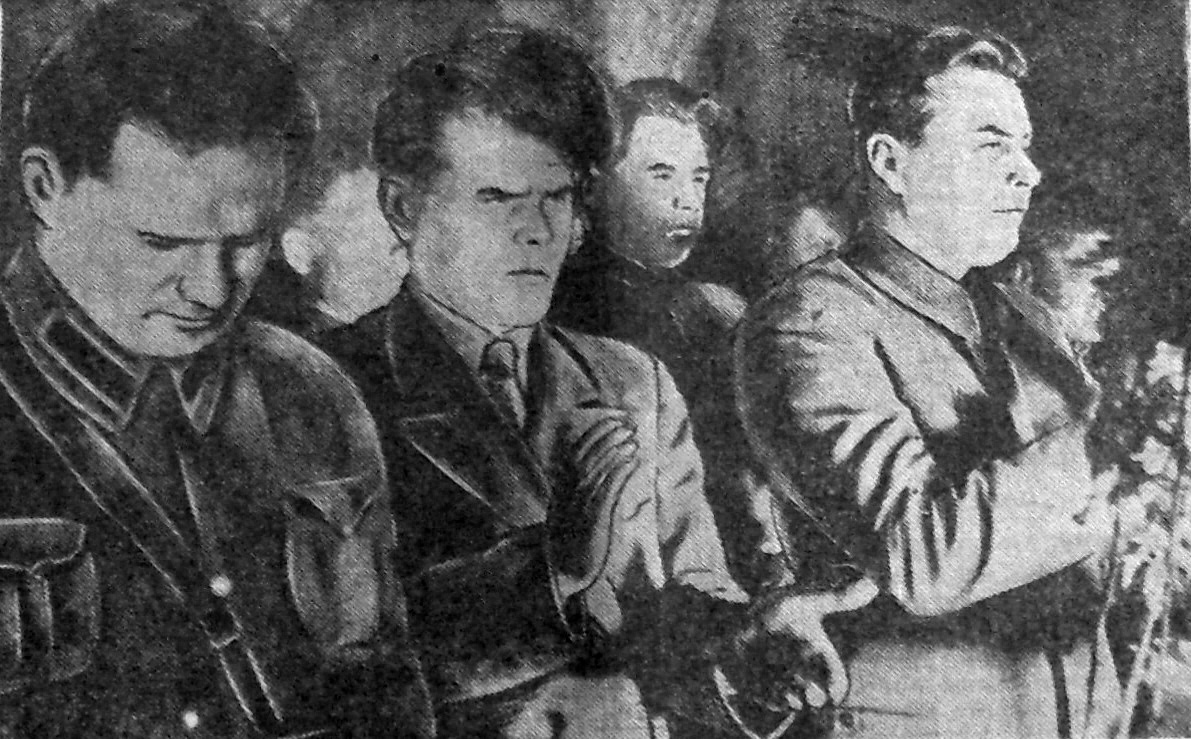
Секретарь Хабаровского горкома ВЛКСМ Мельник, председатель Хабаровского горсовета Т. Г. Удодов и Г. М. Стацевич на предвыборном совещании в кинотеатре «Гигант» в Хабаровске 11 ноября 1937 года

Приход Стацевича на пост первого секретаря Далькрайкома совпал с началом кампании по выборам в Верховный Совет СССР 1-го созыва. Уже 27 октября собрание одной из воинских частей выдвинуло его кандидатуру в депутаты Верховного Совета от Хабаровского избирательного округа, а на следующий день его кандидатуру выдвинули мастер завода им. Горького Антонов и стахановец завода им. Кагановича Лёгкий, который заявил: «Товарищ Стацевич в прошлом железнодорожный рабочий. Он всю жизнь посвятил делу Ленина-Сталина». Кандидатуру Стацевича продолжали выдвигать на различных предприятиях в последующие дни.
2 ноября 1937 года выдвижение Стацевича поддержало предвыборное собрание 4 000 жителей Центрального района г. Хабаровска в Зелёном театре Парка культуры и отдыха, а
12 ноября 1937 года Г. М. Стацевич был официально зарегистрирован кандидатом в депутаты.
21 ноября Стацевич принял участие в грандиозном предвыборном митинге в Артзатоне Хабаровска, а 12 декабря 1937 года был избран в Верховный Совет СССР.

#### На посту. Поездка в Москву
5 декабря 1937 года, в первую годовщину принятия Конституции СССР, Г. М. Стацевич выступил на торжественном митинге, который прошёл на площади Свободы в Хабаровске. Он заявил: 
«Мы вправе гордиться нашей замечательной конституцией, давшей народам нашей счастливой страны право на труд, отдых, образование. За эти величайшие права, за счастье народов проливали кровь на полях гражданской войны наши отцы и братья». «Великий советский народ в …гневе своём заявляет: „Собакам — собачья смерть!“ Те, кто пытаются помешать нашей счастливой, радостной жизни, мы не щадим! Пусть знают, что советский народ дорожит завоеваниями Октября!». «Здесь, на Дальнем Востоке, на грани двух миров, мы — форпост социализма на берегах Тихого океана — клянёмся этих завоеваний никогда никому не отдавать!»
Следующим большим выступлением Стацевича стало выступление 20 декабря на торжественном собрании в Клубе НКВД, посвящённом двадцатилетию ВЧК-ОГПУ-НКВД. Он заявлял:
«Здесь на ДВК, дерзко действовали враги народа крутовы, лаврентьевы, варейкисы и прочая сволочь, пытавшаяся продать наш советский Дальний Восток японскому империализму. Наркомвнудельцы ДВК во главе с тов. Люшковым, разгромили шпионские гнёзда…». «Крепить бдительность и зоркость, беспощадно уничтожать всех врагов народа. Пусть знают все фашистские наёмники, отбросы человечества, что победы и завоевания 20 лет социалистического общества охраняет весь советский народ, наша партия, наш НКВД».
В самом начале 1938 года Г. М. Стацевич вместе с другими депутатами Верховного Совета от Дальневосточного края выехал литерным поездом в Москву, на первую сессию Верховного Совета СССР, которая открывалась 12 января. Прибыв в Москву ранним утром 9 января, Стацевич и депутаты поселились в гостинице «Националь». Они посетили музей Ленина и метро, вечером 11 января смотрели в Большом театре оперу «Броненосец Потёмкин», а утром 12 января участвовали в первом рейсе на новой Покровской линии метро.

#### Свёртывание партийной реабилитации и партийные перевыборы
Хотя сессия Верховного Совета СССР завершилась ещё 19 января, Г. М. Стацевич вернулся в Хабаровск только в феврале. В это время заменявший его второй секретарь Далькрайкома А. М. Анисимов, исполняя решения январского пленума ЦК ВКП(б), развернул кампанию по партийной реабилитации, однако приезд Стацевича почти совпал с Третьим московским процессом над А. И. Рыковым, Н. И. Бухариным и др. В марте кампания по реабилитации в Дальневосточном крае была практически свёрнута, одновременно с этим, после некоторого спада после смещения Варейкиса, началась новая волна репрессий, пришедшаяся на апрель-май 1938 года.
В соответствии с постановлением ЦК ВКП(б) «О проведении выборов руководящих партийных органов» в начале апреля Далькрайком ВКП(б) поставил задачу избрать в руководящие органы товарищей, «последовательных в борьбе с врагами народа» и способных «защищать дело партии». Райкомам и горкомам было приказано не позднее 10 апреля представить соображения о сроках созыва партийных конференций, обкомам — не позднее 15 апреля. Областные партконференции было намечено провести с 10 мая по 4 июня 1938 года. В течение последующих двух месяцев основными направлениями деятельности Стацевича и Далькрайкома стали партийные перевыборы, весенняя посевная кампания и кампания по выборам депутатов Верховного Совета РСФСР.

#### Продовольственная проблема. Последняя поездка
27 апреля 1938 года «Тихоокеанская звезда» опубликовала выдержки из речи Г. М. Стацевича на Краевом совещании актива и стахановцев государственной торговли. Критические материалы об ухудшении снабжения, исчезновении ряда товаров, плохом обслуживании в столовых и т. п. стали появляться ещё в начале года. На совещании Г. М. Стацевич возложил вину за слабость торговли и неразвитость торговой сети на «врагов народа». Он заявлял: 
Всякие вредители, диверсанты сознательно задерживали товары на складах, прятали их, омертвляли капитал. Чтобы создать видимость расширения торговой сети, враги делали так: откроют новый магазин на главной улице, а на окраинах закроют, либо совсем не оставляют товаров окраинным магазинам.
Стацевич критиковал прокуратуру — «Если человек проворовался, а его два года не судят, это даёт повод ещё воровать» — и требовал оживить рабочий контроль, ввести отчёты заведующих магазинами на собраниях рабочих заводов, предприятий и организаций. Однако, судя по тому, что его преемник С. М. Соболев и в июле 1938 года пытался наладить снабжение населения самыми различными способами, решить нарастающую продовольственную проблему Стацевичу не удалось.
В начале июня Г. М. Стацевич выехал из Хабаровска на юг для участия в партийных конференциях в Приморье. 3 июня 1938 года он выступил на утреннем заседании партконференции Уссурийской области в г. Ворошилове, а 7 июня участвовал в партийной конференции Тихоокеанского флота во Владивостоке. Казалось, что его руководящему положению в ближайшее время ничего не угрожает…

### Конец карьеры
Утром 13 июня 1938 года начальник УНКВД по Дальневосточному краю Генрих Люшков перешёл границу Маньчжоу-го и вскоре начал активное сотрудничество с разведкой Японии. В этот же день Георгий Михайлович Стацевич был отстранён от обязанностей первого секретаря Далькрайкома и заменён находившимся в Хабаровске партийным лидером Красноярского края Сергеем Соболевым. После этого девять дней Стацевич ждал решения своей судьбы и 22 июня 1938 года был арестован органами НКВД, а затем исключён из партии.

Делом Стацевич занималось вновь созданное Управление НКВД по Хабаровскому краю. Согласно следственному делу №-11345 он был обвинён в участии в 1928 году в правой оппозиции, в связях в 1933 году в Москве с членом «право-троцкистского центра» Я. А. Яковлевым, от которого в 1937 году, отправляясь на Дальний Восток, 
«получил задание на восстановление организации на Дальнем Востоке в связи с провалом руководителя организации ВАРЕЙКИС». «По заданию ЯКОВЛЕВА на Дальнем Востоке создал новый центр организации (в составе его СТАЦЕВИЧА, ЛЕГКОНРАВОВА, АНИСИМОВА, ЛЮШКОВА), связался с сохранившимися от ареста участниками организации до своего ареста проводил активную предательскую работу по ослаблению военной и хозяйственной мощи края; в подготовке прямой помощи интервентам в случае войны, в осуществлении отторжения Дальне-Восточного края от СССР и создания буферного государства под протекторатом Японии».
 Показания на Стацевича давали проходившие с ним по делу Варейкис, бывшие второй секретарь Далькрайкома Анисимов, председатель Далькрайисполкома Легконравов, глава Хабаровского горисполкома Удодов и другие.
Однако, в отличие от большинства проходивших с ним по делу, Стацевичу сохранили жизнь. 9 июля 1941 года Военная коллегия Верховного суда СССР приговорила его к 8 годам лишения свободы по ст. 58-7, 58-11 УК РСФСР. Он был отправлен отбывать свой срок в другой конец страны, в Коми АССР.
Георгий Михайлович Стацевич скончался 9 августа 1942 года в Усть-Вымском исправительно-трудовом лагере, в Усть-Вымском районе Коми АССР.
Через неполных четырнадцать лет Определением Военной коллегии Верховного суда СССР от 4 февраля 1956 года приговор по делу Г. М. Стацевича был отменён, и дело прекращено за отсутствием состава преступления. Георгий Михайлович Стацевич был реабилитирован посмертно.